# Paracophus caecus
Paracophus caecus är en insektsart som beskrevs av Theodore Huntington Hubbell 1972. Paracophus caecus ingår i släktet Paracophus och familjen syrsor. Inga underarter finns listade i Catalogue of Life.